# Pseudaspidosiphon
Pseudaspidosiphon is een geslacht in de taxonomische indeling van de Sipuncula (Pindawormen).
Het geslacht behoort tot de familie Aspidosiphonidae. Pseudaspidosiphon werd in 1868 beschreven door Baird.